# Urugwaj na Letnich Igrzyskach Olimpijskich 2016
Urugwaj na Letnich Igrzyskach Olimpijskich 2016 – kadra sportowców reprezentujących Urugwaj na igrzyskach w 2016 roku w Rio de Janeiro. Kadra liczyła 17 sportowców.

## Skład reprezentacji

### Jeździectwo
| Zawodnik                | Konkurencja         | Koń                      | Runda 1 | Runda 1 | Runda 2 | Runda 2 | Runda 2 | Runda 3 | Runda 3 | Runda 3 | Finał   | Finał   | Finał   | Finał   | Finał | Finał |
| Zawodnik                | Konkurencja         | Koń                      | Runda 1 | Runda 1 | Runda 2 | Runda 2 | Runda 2 | Runda 3 | Runda 3 | Runda 3 | Runda A | Runda A | Runda B | Runda B | Razem | Razem |
| Zawodnik                | Konkurencja         | Koń                      | Błędy   | Poz.    | Błędy   | Razem   | Poz.    | Błędy   | Razem   | Poz.    | Błędy   | Poz.    | Błędy   | Poz.    | Błędy | Poz.  |
| ----------------------- | ------------------- | ------------------------ | ------- | ------- | ------- | ------- | ------- | ------- | ------- | ------- | ------- | ------- | ------- | ------- | ----- | ----- |
| Nestor Nielsen van Hoff | Skoki indywidualnie | Prince Royal Z de la Luz | 1       | 25.     | 9       | 10      | 44.     | 13      | 25      | 42.     | NQ      | NQ      | NQ      | NQ      | NQ    | NQ    |

### Judo
Mężczyźni
| Zawodnik         | Konkurencja | 1/32             | 1/16                   | 1/8              | Ćwierćfinał      | Półfinał         | Repasaże         | Finał/ 3.miejsce | Finał/ 3.miejsce |
| Zawodnik         | Konkurencja | Przeciwnik Wynik | Przeciwnik Wynik       | Przeciwnik Wynik | Przeciwnik Wynik | Przeciwnik Wynik | Przeciwnik Wynik | Przeciwnik Wynik | Pozycja          |
| ---------------- | ----------- | ---------------- | ---------------------- | ---------------- | ---------------- | ---------------- | ---------------- | ---------------- | ---------------- |
| Pablo Aprahamian | - 100 kg    | BYE              | Buzacarini P 000 - 100 | NQ               | NQ               | NQ               | NQ               | NQ               | NQ               |

### Lekkoatletyka
Mężczyźni
Konkurencje biegowe
| Zawodnik               | Konkurencja        | Eliminacje | Eliminacje | Półfinał | Półfinał | Finał   | Finał   |
| Zawodnik               | Konkurencja        | Wynik      | Miejsce    | Wynik    | Miejsce  | Wynik   | Miejsce |
| ---------------------- | ------------------ | ---------- | ---------- | -------- | -------- | ------- | ------- |
| Andres Silva           | 400 m przez płotki | 49,21      | 17.        | 49,75    | 21.      | NQ      | NQ      |
| Nicolas Cuestas        | maraton            | N/A        | N/A        | N/A      | N/A      | 2:17:44 | 40.     |
| Ernesto Andres Zamora  | maraton            | N/A        | N/A        | N/A      | N/A      | 2:18:36 | 50.     |
| Martin Esteban Cuestas | maraton            | N/A        | N/A        | N/A      | N/A      | 2:28:10 | 110.    |

Konkurencje techniczne
| Zawodnik      | Konkurencja | Kwalifikacje | Kwalifikacje | Finał | Finał   |
| Zawodnik      | Konkurencja | Wynik        | Miejsce      | Wynik | Miejsce |
| ------------- | ----------- | ------------ | ------------ | ----- | ------- |
| Emiliano Lasa | skok w dal  | 8,14         | 3.           | 8,10  | 6.      |

Kobiety
Konkurencje biegowe
| Zawodnik          | Konkurencja | Eliminacje | Eliminacje | Półfinał | Półfinał | Finał | Finał   |
| Zawodnik          | Konkurencja | Wynik      | Miejsce    | Wynik    | Miejsce  | Wynik | Miejsce |
| ----------------- | ----------- | ---------- | ---------- | -------- | -------- | ----- | ------- |
| Déborah Rodríguez | 800 m       | 2:01,86    | 41.        | NQ       | NQ       | NQ    | NQ      |

### Pływanie
| Zawodnik         | Konkurencja               | Eliminacje | Eliminacje | Półfinał | Półfinał | Finał | Finał   |
| Zawodnik         | Konkurencja               | Czas       | Miejsce    | Czas     | Miejsce  | Czas  | Miejsce |
| ---------------- | ------------------------- | ---------- | ---------- | -------- | -------- | ----- | ------- |
| Martin Melconian | 100 m klasycznym mężczyzn | 1:02,97    | 39.        | NQ       | NQ       | NQ    | NQ      |
| Inés Remersaro   | 100 m dowolnym kobiet     | 57,85      | 34.        | NQ       | NQ       | NQ    | NQ      |

### Podnoszenie ciężarów
| Zawodniczka | Konkurencja | Rwanie | Rwanie  | Podrzut | Podrzut | Razem  | Pozycja |
| Zawodniczka | Konkurencja | Wynik  | Pozycja | Wynik   | Pozycja | Razem  | Pozycja |
| ----------- | ----------- | ------ | ------- | ------- | ------- | ------ | ------- |
| Sofia Rito  | -53 kg      | 64 kg  | 13.     | 82 kg   | 12.     | 146 kg | 12.     |

### Tenis ziemny
| Zawodnik     | Konkurencja | 1/32                             | 1/16                         | 1/8              | Ćwierćfinały     | Półfinały        | Finał            | Finał   |
| Zawodnik     | Konkurencja | Przeciwnik Wynik                 | Przeciwnik Wynik             | Przeciwnik Wynik | Przeciwnik Wynik | Przeciwnik Wynik | Przeciwnik Wynik | Pozycja |
| ------------ | ----------- | -------------------------------- | ---------------------------- | ---------------- | ---------------- | ---------------- | ---------------- | ------- |
| Pablo Cuevas | singel (m)  | Basilaszwili W 2-1 (6:3,6:7,6:3) | Bellucci P 1-2 (2:6,6:4,3:6) | NQ               | NQ               | NQ               | NQ               | NQ      |

### Wioślarstwo
Mężczyźni
| Zawodnik          | Konkurencja | Eliminacje | Eliminacje | Repesaż | Repesaż | Ćwierćfinały | Ćwierćfinały | Półfinały            | Półfinały | Finał           | Finał | Miejsce |
| Zawodnik          | Konkurencja | Czas       | M.         | Czas    | M.      | Czas         | M.           | Czas                 | M.        | Czas            | M.    | Miejsce |
| ----------------- | ----------- | ---------- | ---------- | ------- | ------- | ------------ | ------------ | -------------------- | --------- | --------------- | ----- | ------- |
| Jhonatan Esquivel | M1x         | 7:16,08    | 3.         | N/A     | N/A     | 7:40:27      | 5.           | 7:22,98 Półfinał C/D | 1.        | 7:13,65 Finał C | 6.    | 18.     |

### Żeglarstwo
Kobiety
| Zawodnik                  | Konkurencja  | Wyścig | Wyścig | Wyścig | Wyścig | Wyścig | Wyścig | Wyścig | Wyścig | Wyścig | Wyścig | Wyścig | Punkty | Finałowa pozycja |
| Zawodnik                  | Konkurencja  | 1      | 2      | 3      | 4      | 5      | 6      | 7      | 8      | 9      | 10     | M*     | Punkty | Finałowa pozycja |
| ------------------------- | ------------ | ------ | ------ | ------ | ------ | ------ | ------ | ------ | ------ | ------ | ------ | ------ | ------ | ---------------- |
| Dolores Moreira Fraschini | Laser Radial | 12     | 32     | 22     | 22     | 31     | 28     | 28     | 7      | 11     | 24     | NQ     | 185    | 25.              |

Mężczyźni
| Zawodnik               | Konkurencja | Wyścig | Wyścig | Wyścig | Wyścig | Wyścig | Wyścig | Wyścig | Wyścig | Wyścig | Wyścig | Wyścig | Punkty | Finałowa pozycja |
| Zawodnik               | Konkurencja | 1      | 2      | 3      | 4      | 5      | 6      | 7      | 8      | 9      | 10     | M*     | Punkty | Finałowa pozycja |
| ---------------------- | ----------- | ------ | ------ | ------ | ------ | ------ | ------ | ------ | ------ | ------ | ------ | ------ | ------ | ---------------- |
| Alejandro Foglia Costa | Finn        | 21     | 24     | 9      | 17     | 20     | 21     | 15     | 15     | 3      | 1      | NQ     | 122    | 19.              |

Open
| Zawodnik                     | Konkurencja | Wyścig | Wyścig | Wyścig | Wyścig | Wyścig | Wyścig | Wyścig | Wyścig | Wyścig | Wyścig | Wyścig | Wyścig | Wyścig | Punkty | Finałowa pozycja |
| Zawodnik                     | Konkurencja | 1      | 2      | 3      | 4      | 5      | 6      | 7      | 8      | 9      | 10     | 11     | 12     | M*     | Punkty | Finałowa pozycja |
| ---------------------------- | ----------- | ------ | ------ | ------ | ------ | ------ | ------ | ------ | ------ | ------ | ------ | ------ | ------ | ------ | ------ | ---------------- |
| Pablo Defazio Mariana Foglia | Nacra 17    | 19     | 5      | 11     | 13     | 17     | 19     | 16     | 16     | 17     | 6      | 6      | 16     | NQ     | 142    | 17.              |

M = Wyścig medalowy